# 37 Pułk Śmigłowców Transportowych
37 Pułk Śmigłowców Transportowych (37 pśtr) – oddział lotnictwa transportowego ludowego Wojska Polskiego i Sił Zbrojnych Rzeczypospolitej Polskiej.

## Formowanie i zmiany organizacyjne
W 1971 roku, na bazie rozformowanej 37 Eskadry Śmigłowców Transportowych, rozpoczęto formowanie jednostki 37 Pułku Śmigłowców Transportowych. Nowo powstały pułk przyjął też część sił i środków z rozformowanego 13 Pułku Lotnictwa Myśliwskiego. Etat pułku nr 20/112 przewidywał 778 żołnierzy i 31 pracowników cywilnych.
Na jego bazie został sformowany 1 Pułk Szwoleżerów wchodzący w skład 25 Dywizji Kawalerii Powietrznej.

## Dowódcy pułku
Wykaz dowódców pułków podano za: Józef Zieliński [red.]: Polskie lotnictwo wojskowe 1945-2010. s. 142.
- ppłk pil. Bolesław Andrychowski (1971 -1972)
- ppłk pil. Zbigniew Januszkiewicz (1972 -1974)
- ppłk pil. Adam Łach (1974 -1982)
- ppłk pil. Bogusław Urbański (1982 -1985)
- płk pil. Józef Gomółka 1985
- ppłk pil. Piotr Zając	(1985 -1990)
- ppłk pil. Jerzy Tolala (1990 -1994)
- ppłk pil. Stanisław Ciołek 1994